# Gameblog
Gameblog est un site web français spécialisé dans le jeu vidéo fondé en 2007 par d'anciens journalistes issus de la presse papier, tels le journal Joystick, Joypad ou encore le PlayStation Magazine. Il est géré par la société éponyme.

## Histoire

### 2007 - 2009: création de Gameblog
Dans les années 1990, les journalistes à l'origine de Gameblog travaillent pour des magazines tels que Joypad, Joystick ou PlayStation Magazine, alors détenus par Hachette Disney Presse, une filiale du groupe Hachette Filipacchi Médias. En 2003, ces titres sont rachetés par Future France, une filiale du groupe britannique Future plc, poussant de nombreux rédacteurs à démissionner en exerçant leur clause de conscience.
Grégory Szriftgiser et Nourdine Nini créent par la suite le magazine Gaming, édité par la société Neo Publishing, tandis que les autres membres fondateurs de Gameblog continuent de travailler quelque temps pour leurs magazines respectifs après leur changement de propriétaire, ou pour d'autres magazines détenus par ce même groupe, comme Consoles +.
Le 20 février 2007 le site web de Gameblog est mis en ligne et officiellement lancé.

### 2009 - 2013: entrée au capital d'Ankama et lancement de Gameblog TV
En 2009 La société Ankama entre dans le capital et devient actionnaire minoritaire de Gameblog
Produite par Bouyaka, Gameblog lance une émission de télévision sur les jeux vidéo diffusée sur les chaînes MCM, puis Direct Star de 2009 à 2011,,.
En 2013 Grégory Szriftgiser (RaHaN) démissionne pour rejoindre Ubisoft Montréal. En août 2013 Gameblog bat son record d'audience historique, le site prend la troisième position des sites de jeu vidéo français, selon le classement France d'Alexa.

### 2014: entrée au capital de e-Borealis

Logo de Gameblog utilisé jusqu’en 2014–2021.

Le 23 mai 2014, la rédaction annonce l'entrée au capital de la société e-Borealis, la société prend la place d'Ankama en rachetant ses parts et celles de plusieurs actionnaires pour atteindre 70 % du capital de Gameblog SAS, les autres actionnaires sont Julien Chièze, Julien Hubert (Julo) et Nourdine Nini (Trazom),.
En 2015, Gameblog se classe majoritairement 2e des sites Internet français consacrés aux actualités du jeu vidéo,,,,,. L'équipe est composée de 18 membres en mai 2015.
En 2016 Gameblog relance GameblogTV sous forme d'une Web TV 24/24h 7/7j.
Julien Chièze est licencié de Gameblog en avril 2017,

## Controverses

### Julien Chièze: guerre avec Gamekult
En 2011, Julien Chièze est l'invité d'une émission radio pour parler du titre Deus Ex: Human Revolution, tout en étant à la présentation officielle du jeu le jour même contre rémunération de l'éditeur. Cela met en évidence la frontière souvent mince qui définit les différents acteurs des médias vidéoludiques.
En 2012, s’intéressant à la question, le site Arrêt sur images constate un « mélange des genres ». Ne possédant pas de carte de presse, Julien Chièze n'est à cette période pas soumis à l'article L. 7111-6 du code du travail qui établit une incompatibilité en ce qui concerne les agents de publicité et le métier de journaliste.
En mars 2015, une photo réunissant plusieurs rédacteurs de médias vidéoludiques, dont Julien Chièze et un rédacteur du site Gamekult, dînant ensemble lors d’un voyage au Japon, publiée sur le compte twitter de Julien Chièze, déclenche une polémique sur internet. L'ensemble payé par Sony ravive un débat sur l’indépendance des rédactions consacrées aux jeux vidéo, notamment remise en question en 2012 à la suite du Doritos Gate. Par ailleurs, le rédacteur en chef de Gamekult, Thomas Cusseau (alias Yukishiro), commente : « Au risque de réveiller je ne sais quelle « rivalité » factice (et débile), sachez que je « déconseille » aux membres de la rédaction depuis un an d’être pris en photo avec Julien Chièze et de participer aux contenus de Gameblog, quels qu’ils soient, ou de parler de Gameblog sur les réseaux sociaux, » puis explique « agir simplement en raison de sa « réputation » », et « invoque l’image de Gamekult et son besoin de « différenciation » éditoriale. » Julien Chièze réagit : « Les propos de Yukishiro sont directement assimilables à de la discrimination » ; il dénonce « l'acharnement » et le « harcèlement » dont sa compagne et lui font l'objet, notamment sur un forum de Gamekult,.

### Autres polémiques
En 2012, Gameblog diffuse une capture d'écran issue du site Amazon France annonçant la sortie de Call of Duty: Black Ops II . Activision, éditeur du jeu, ne souhaite pas rendre l'information publique et envoie une demande à Gameblog pour que l'information soit retirée du site, ce que Gameblog refuse. Activision aurait alors décidé de « blacklister » Gameblog de tous leurs événements à venir, de ne plus leur envoyer de jeux et de ne plus faire de publicité sur le site. Cette affirmation est cependant réfutée par Activision.
En 2014, Gameblog diffuse un test du jeu Watch Dogs sans respecter le NDA de la société Ubisoft, éditeur du jeu. Ubisoft, ne souhaitant pas rendre les tests publics avant la sortie du jeu, aurait alors décidé de blacklister Gameblog de tous leurs événements à venir, de ne plus leur envoyer de jeux et de ne plus faire de publicité sur le site. Cette information est cependant réfutée par Ubisoft.
En décembre 2014, Gameblog provoque une petite controverse en excluant de son site un utilisateur vantant le plugin Adblock. Cette décision fait suite au conflit opposant les éditeurs de sites web aux bloqueurs de publicité.